# Incongruência de gênero em crianças
Incongruência de gênero em crianças é um diagnóstico formal usado na psicologia e medicina para descrever as crianças que sofrem descontentamento com o sexo ou gênero atribuído ao nascer. É entre 5 a 30 vezes mais diagnosticado nas crianças atribuídas ao sexo masculino ao nascer do que no feminino. Pode ser considerada uma condição que ocasiona em estresse, dentre outros sintomas relacionados a saúde mental, nas atualizações do CID e no DSM V.

## Classificação

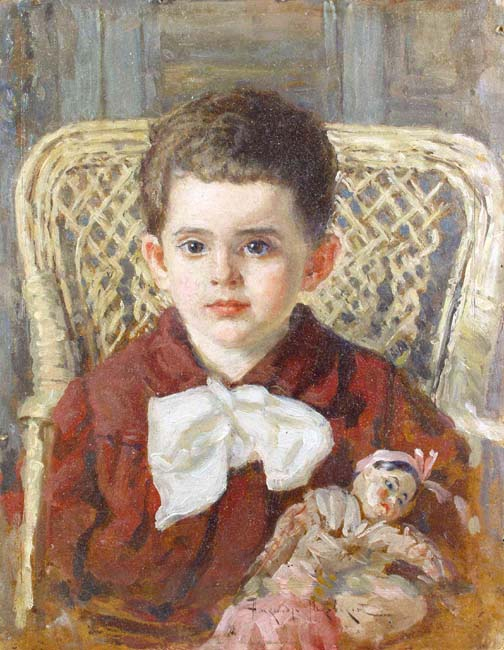
Não são os genes que determinam quais brincadeiras, roupas e comportamentos são apropriados a meninos ou meninas. As diferenças entre objetos masculinos e femininos dependem da sociedade, cultura e fatores históricos.

### CID-10 F64 - Transtornos da identidade sexual
(F64.2) Transtorno de identidade de gênero infantil
Transtorno que usualmente primeiro se manifesta no início da infância (e sempre bem antes da puberdade), caracterizado por um persistente em intenso sofrimento com relação a pertencer a um dado sexo, junto com o desejo de ser (ou a insistência de que se é) do outro sexo. Há uma preocupação persistente com a roupa e as atividades do sexo oposto e repúdio do próprio sexo. O diagnóstico requer uma profunda perturbação de identidade sexual normal; não é suficiente que uma menina seja levada ou traquinas ou que o menino tenha uma atitude afeminada.
Equivale a orientação sexual egodistônica (F66.1) em adultos. E deve ser diferenciado do transtorno da maturação sexual (F66.0) que se refere a incerteza sobre sua orientação sexual.

### DSM-IV302 - Transtorno da Identidade de Gênero
302.6 Transtorno da Identidade de Gênero em Crianças
Em crianças, a perturbação manifesta-se por qualquer das seguintes formas: em meninos, afirmação de que seu pênis ou testículos são repulsivos ou desaparecerão, declaração de que seria melhor não ter um pênis ou aversão a brincadeiras rudes e rejeição a brinquedos, jogos e atividades estereotipicamente masculinas; em meninas, rejeição a urinar sentada, afirmação de que desenvolverá um pênis, afirmação de que não deseja desenvolver seios ou menstruar ou acentuada aversão a roupas caracteristicamente femininas.

## Causas

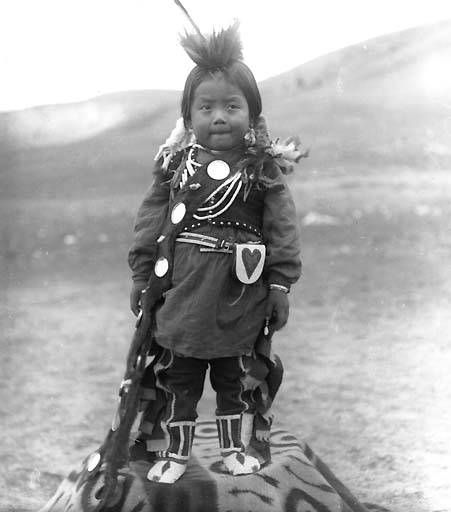
Culturas nativo-americanas acreditavam que algumas crianças nasciam com dois espíritos simultaneamente, um masculino e um feminino.

A principal causa desse transtorno é a intolerância cultural a diversidade de gênero que impõe desde criança a interpretação de um papel exclusivamente associadas a seu sexo. Ao recusar o uso de trajes, brinquedos, associados ao outro sexo a família, escola ou/e comunidade que causam na criança a sério sofrimento psicológico, baixa autoestima, dificuldade de socialização e consequentemente maior risco de desenvolver outros transtornos psicológicos, especialmente depressão maior.
O terceiro gênero é bem aceito em diversas culturas e indecisão quanto ao gênero na infância não pode ser considerado como um transtorno nelas. Relatos de pessoas com uma conexão espiritual entre masculino e feminino, chamada de dois-espíritos (two-spirits), foi documentada em mais de 130 pré-coloniais nações indígenas da América do Norte. Em algumas dessas nações, a identificação de uma criança de dois-espíritos foi considerado como uma bênção para a família e para a comunidade. Enquanto os papéis que pessoas dois-espíritos possuíam em suas comunidades variaram amplamente de nação para nação, de alguma casos, eles foram considerados de alta importância, como foi o caso de We'wha, o embaixador cultural do povo Zuni no final do século XIX. a existência histórica e contemporânea dos papéis de gênero alternativo também tem sido documentado em todo o mundo, por exemplo: o Kathoey na Tailândia e Laos, a hijra da Índia, o Muxe do povo Zapotec no México, o Mukhannathun do que hoje é a Arábia Saudita, o Mahu no Havaí, a fakaleiti em Tonga e em fa'afafine Samoa.

## Diagnóstico

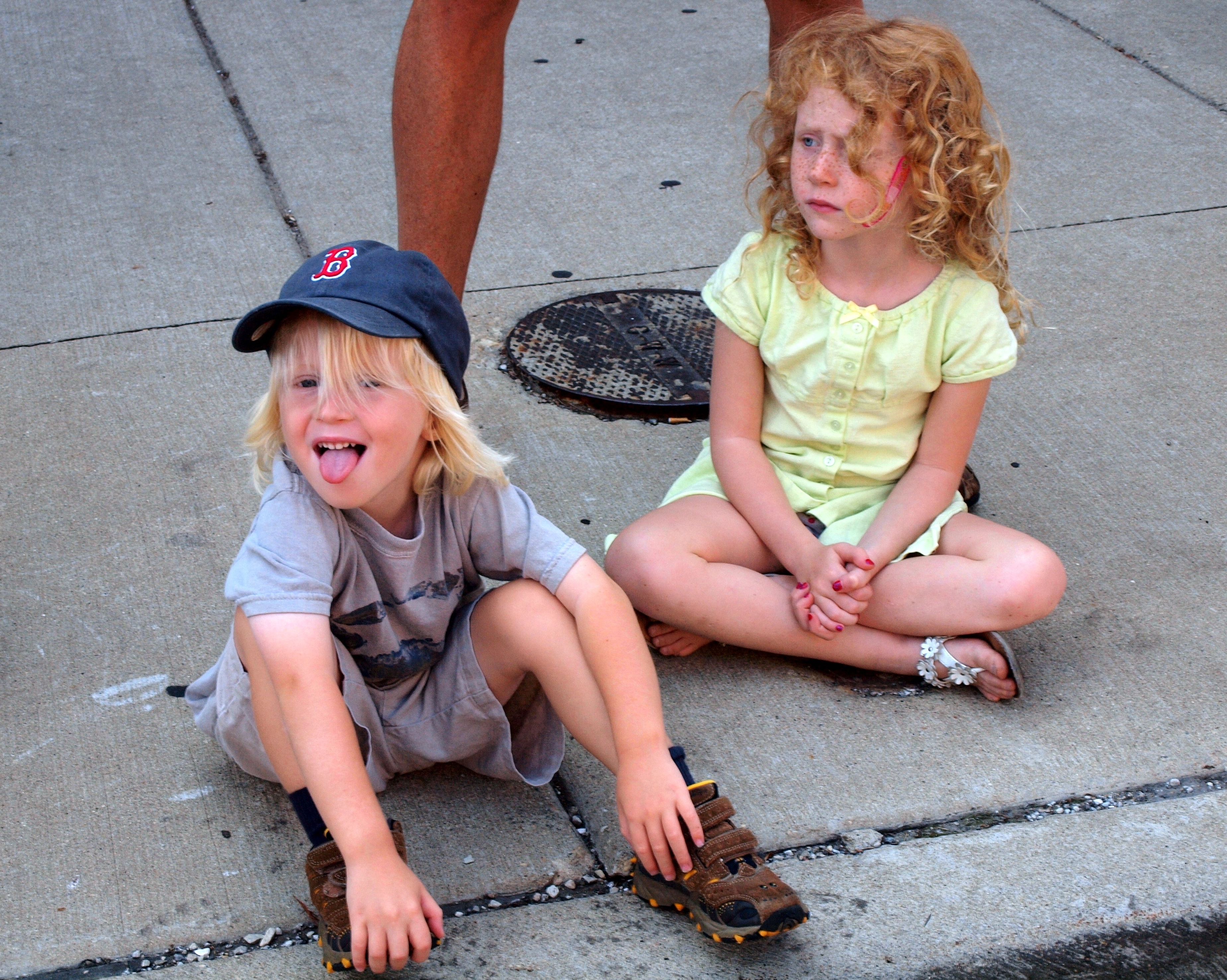
Segundo a OMS, sexo se refere a características fisiológicas enquanto gênero se refere a identidade, comportamentos e atividades socialmente atribuídas a homens e mulheres.

### Crianças
O principal sinal é uma forte e persistente identificação com o sexo oposto e não meramente um desejo de quaisquer vantagens culturais ou biológicas percebidas por ser do outro sexo. Em crianças, é manifestada por quatro (ou mais) dos seguintes:
1. Desejo afirmado repetidamente ser, ou a insistência de que ele ou ela é, o outro sexo;
2. Nos meninos, a preferência por uso de trajes femininos. Nas meninas insistência, em usar apenas roupas do estereótipo masculino.
3. Preferências intensas e persistentes de interpretar papéis e fantasias faz-de-conta de ser do sexo oposto;
4. Intenso desejo de participar em jogos e passatempos culturalmente associadas ao sexo oposto;
5. Forte preferência por companheiros do sexo oposto.

Há desconforto persistente com seu sexo ou sentimento de inadequação no papel de gênero deste sexo. A perturbação é manifestada por qualquer um dos seguintes:
- No sexo masculino:
  - Afirmação de que seu pênis ou testículos são desagradáveis;
  - Afirmação de que seria melhor não ter um pênis;
  - Aversão ou rejeição a brincadeiras, brinquedos, jogos e atividades estereotipados como masculinos;

- No sexo feminino:
  - Rejeição a urinar sentada;
  - Desejo por possuir um pênis;
  - Afirmação de que ela não deseja/desejava desenvolver seios ou menstruar;
  - Acentuada aversão a roupas culturalmente femininas.

### Adolescentes

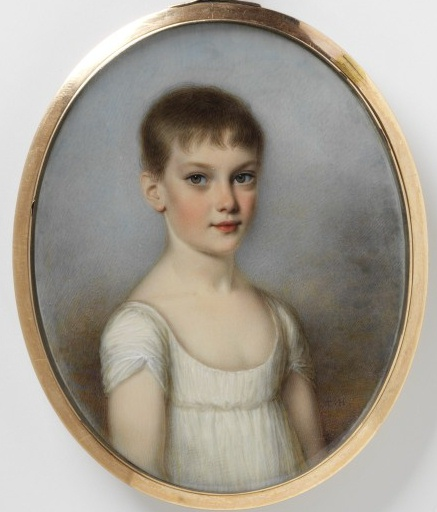
Antigamente era comum, transtorno de genero sexual infatil, registrado Historicamente

Em adolescentes se manifesta por um dos seguintes:
1. Desejo declarado de ser do sexo oposto;
2. Vestir e agir frequentemente como do outro sexo;
3. Desejo de viver e ser tratado como o sexo oposto;
4. Convicção de que ele ou ela pense e age como o outro sexo.

Em adolescentes e adultos, o distúrbio se manifesta por sintomas tais como preocupação em se livrar das características sexuais primárias e secundárias (por exemplo, pedido de hormônios, cirurgia ou outros procedimentos para alterar fisicamente as características sexuais para simular o sexo oposto) ou crença de que ele ou ela nasceu no sexo errado.
Um sintoma obrigatório para ser considerado transtorno tanto em crianças quanto adolescentes é: A perturbação causa sofrimento clinicamente significativo ou prejuízo no funcionamento social ou ocupacional ou em outras áreas importantes da vida do indivíduo.

## Epidemiologia
O diagnóstico geralmente ocorre entre crianças bem jovens, mas pais afirmam que seus filhos sempre manifestaram interesses do gênero oposto.
Dados de países da Europa, indicam que 1 em 30.000 homens adultos e 1 em 100.000 mulheres adultas buscam pela cirurgia de redesignação sexual. Mas nem todos que passam por esse transtorno se tornam transgénero, estima-se que apenas cerca de uma dentre três crianças efetivamente se tornam transgénero.

## Tratamento
Existem opiniões divergentes quanto ao tratamento mais adequado. Alguns psicólogos e médicos defendem que a culpa está nas transferências feitas pelos pais de seus desejos de ter um(a) filho(a) do sexo oposto e psicanalistas defendem que trata-se de um Complexo de Édipo mal resolvido. Esses profissionais estimulam durante a terapia que a criança diferencie fortemente os gêneros e só use trajes e brinquedos socialmente identificados como do seu sexo. Para eles o mais importante é que a criança se adeque a cultura local para não ser ridicularizada, ofendida e isolada na escola e comunidade
Por outro lado existem psicólogos e médicos que defendem que as crianças devem ter liberdade para escolher suas preferências e que não há nada de errado com meninos brincarem de boneca e casinha ou meninas brincarem com carrinhos e jogarem futebol. Esses profissionais preferem conversar com a escola e com os pais para que se tornem mais compreensivos e tolerantes a diversidades de gostos e opiniões. Para eles o mais importante é que a cultura se torne mais tolerante e inclusiva e não que a criança seja privada de sua liberdade pelas tradições patriarcalistas.
Defensores da diversidade sexual acusam os que forçam crianças a se integrar em culturas intolerantes como apenas adiando o sofrimento e estigmatização da criança e reforçando a intolerância e preconceito social quando punem a criança que preferem trajes e brincadeiras do outro sexo. Além disso, esses profissionais defendem que o trabalho nas escolas e com os pais para torná-los mais compreensivos e respeitarem a diversidade será benéfico também para as outras crianças e é um passo importante para uma sociedade mais tolerante e inclusiva.
Para se iniciar a terapia hormonal e preparação para a cirurgia de redesignação sexual antes dos 18 anos no Brasil é preciso acompanhamento médico e psicológico por dois anos antes e após a cirurgia. Quanto mais cedo o tratamento for iniciado, melhores os resultados. No Brasil o tratamento pode ser feito gratuitamente pelo SUS.

## Prognóstico
Apenas um pequeno número das crianças diagnosticadas continuam com transtorno de identidade de gênero na adolescência e na idade adulta. Com a influência da escola, família e comunidade geralmente os comportamentos do sexo oposto são reprimidos e meninos se tornam mais masculinos e meninas mais femininas. Cerca de 75% dos meninos  tem orientação sexual homossexual ou bissexual na idade adulta e cerca de 25%  heterossexual. Os que se tornam travestis ou transgénero costumam ter início mais tardio, na adolescência ou idade adulta.